# 唐仲谦
唐仲谦（1885年—1972年12月3日），中国广东中山人，是一名铁道工程师。唐仲谦16岁时因为生活困难辍学，24岁开始在京奉铁路唐山制造厂当钳工。34岁时成为绘图员，后来升任工程师。第二次国共内战后，唐仲谦选择继续留在唐山机车车辆厂工作。在中华人民共和国建立后，1953年，唐仲谦带领的团队主持设计了中国第一辆机械式轨道检查车。其后，他又为39种机车、客车和特种车的设计作出了贡献。